# Vulcanella cribriporosa
Vulcanella cribriporosa är en svampdjursart som först beskrevs av Lebwohl 1914.  Vulcanella cribriporosa ingår i släktet Vulcanella och familjen Pachastrellidae. Inga underarter finns listade i Catalogue of Life.